# 2010-es indianapolisi 500
Az Indianapolisi 500 mérföldes versenyt 2010. május 30-án, 94. alkalommal rendezték meg. A versenyt 2007 után ismét a skót Dario Franchitti nyerte, második a brit Dan Wheldon, harmadik az amerikai Marco Andretti lett. Franchitti győzelmével Chip Ganassi lett az első csapattulajdonos aki ugyanabban az évben nyerte meg a NASCAR Daytona 500-as versenyét és az Indianapolis-i 500-at. A verseny végén Mike Conway és Ryan Hunter-Reay szenvedtek súlyos balesetet ami miatt Conway jobb lába eltörött.

## Rajtlista
| Sor | Belül | Belül                   | Középen | Középen                | Kívül | Kívül                 |
| --- | ----- | ----------------------- | ------- | ---------------------- | ----- | --------------------- |
| 1   | 3     | Hélio Castroneves (W)   | 12      | Will Power             | 10    | Dario Franchitti (W)  |
| 2   | 6     | Ryan Briscoe            | 77      | Alex Tagliani          | 9     | Scott Dixon (W)       |
| 3   | 30    | Graham Rahal            | 20      | Ed Carpenter           | 06    | Hideki Mutoh          |
| 4   | 99    | Townsend Bell           | 22      | Justin Wilson          | 2     | Raphael Matos         |
| 5   | 32    | Mario Moraes            | 21      | Davey Hamilton         | 24    | Mike Conway           |
| 6   | 26    | Marco Andretti          | 37      | Ryan Hunter-Reay       | 4     | Dan Wheldon (W)       |
| 7   | 8     | E.J. Viso               | 23      | Tomas Scheckter        | 25    | Ana Beatriz (R)       |
| 8   | 78    | Simona De Silvestro (R) | 7       | Danica Patrick         | 36    | Bertrand Baguette (R) |
| 9   | 33    | Bruno Junqueira         | 19      | Alex Lloyd             | 34    | Mario Romancini (R)   |
| 10  | 43    | John Andretti           | 67      | Sarah Fisher           | 14    | Vitor Meira           |
| 11  | 5     | Szató Takuma (R)        | 29      | Sebastian Saavedra (R) | 11    | Tony Kanaan           |

- (W) = Indianapolis 500-at már nyert versenyző
- (R) = Indianapolis 500 újonc
- Tony Kanaan-t az utolsó rajthelyre sorolták mert autót cserélt.

Nem kvalifikálta magát:
| Versenyző      | #  | Csapat                 |
| -------------- | -- | ---------------------- |
| Jay Howard (R) | 66 | Sarah Fisher Racing    |
| Paul Tracy     | 15 | KV Racing Technology   |
| Jaques Lazier  | 41 | A. J. Foyt Enterprises |
| A.J. Foyt IV   | 41 | A. J. Foyt Enterprises |
| Milka Duno     | 18 | Dale Coyne Racing      |

### Végeredmény
| 94. Indianapolis 500 – Végeredmény | 94. Indianapolis 500 – Végeredmény | 94. Indianapolis 500 – Végeredmény | 94. Indianapolis 500 – Végeredmény | 94. Indianapolis 500 – Végeredmény | 94. Indianapolis 500 – Végeredmény | 94. Indianapolis 500 – Végeredmény | 94. Indianapolis 500 – Végeredmény |
| Pozíció                            | #                                  | Pilóta                             | Csapat                             | Körök/Kiesés oka                   | Élen                               | Pont                               |                                    |
| ---------------------------------- | ---------------------------------- | ---------------------------------- | ---------------------------------- | ---------------------------------- | ---------------------------------- | ---------------------------------- | ---------------------------------- |
| 1                                  | 10                                 | Dario Franchitti                   | Chip Ganassi Racing                | 200                                | 155                                | 50                                 |                                    |
| 2                                  | 4                                  | Dan Wheldon                        | Panther Racing                     | 200                                | 0                                  | 40                                 |                                    |
| 3                                  | 26                                 | Marco Andretti                     | Andretti Autosport                 | 200                                | 1                                  | 35                                 |                                    |
| 4                                  | 19                                 | Alex Lloyd                         | Dale Coyne Racing                  | 200                                | 0                                  | 32                                 |                                    |
| 5                                  | 9                                  | Scott Dixon                        | Chip Ganassi Racing                | 200                                | 0                                  | 30                                 |                                    |
| 6                                  | 7                                  | Danica Patrick                     | Andretti Autosport                 | 200                                | 0                                  | 28                                 |                                    |
| 7                                  | 22                                 | Justin Wilson                      | Dreyer & Reinbold Racing           | 200                                | 11                                 | 26                                 |                                    |
| 8                                  | 12                                 | Will Power                         | Team Penske                        | 200                                | 5                                  | 24                                 |                                    |
| 9                                  | 3                                  | Hélio Castroneves                  | Team Penske                        | 200                                | 3                                  | 22                                 |                                    |
| 10                                 | 77                                 | Alex Tagliani                      | FAZZT Race Team                    | 200                                | 0                                  | 20                                 |                                    |
| 11                                 | 11                                 | Tony Kanaan                        | Andretti Autosport                 | 200                                | 0                                  | 19                                 |                                    |
| 12                                 | 30                                 | Graham Rahal                       | Rahal Letterman Racing             | 200                                | 0                                  | 18                                 |                                    |
| 13                                 | 34                                 | Mario Romancini                    | Conquest Racing                    | 200                                | 0                                  | 17                                 |                                    |
| 14                                 | 78                                 | Simona De Silvestro                | HVM Racing                         | 200                                | 0                                  | 16                                 |                                    |
| 15                                 | 23                                 | Tomas Scheckter                    | Dreyer & Reinbold Racing           | 199                                | 5                                  | 15                                 |                                    |
| 16                                 | 99                                 | Townsend Bell                      | Sam Schmidt Motorsports            | 199                                | 0                                  | 14                                 |                                    |
| 17                                 | 20                                 | Ed Carpenter                       | Panther Racing                     | 199                                | 0                                  | 13                                 |                                    |
| 18                                 | 37                                 | Ryan Hunter-Reay                   | Andretti Autosport                 | 198 (Vezetői hiba)                 | 0                                  | 12                                 |                                    |
| 19                                 | 24                                 | Mike Conway                        | Dreyer & Reinbold Racing           | 198 (Vezetői hiba)                 | 15                                 | 12                                 |                                    |
| 20                                 | 5                                  | Szató Takuma                       | KV Racing Technology               | 198                                | 0                                  | 12                                 |                                    |
| 21                                 | 25                                 | Ana Beatriz                        | Dreyer & Reinbold Racing           | 196 (Vezetői hiba)                 | 0                                  | 12                                 |                                    |
| 22                                 | 36                                 | Bertrand Baguette                  | Conquest Racing                    | 183                                | 0                                  | 12                                 |                                    |
| 23                                 | 29                                 | Sebastian Saavedra                 | Bryan Herta Autosport              | 159 (Vezetői hiba)                 | 0                                  | 12                                 |                                    |
| 24                                 | 6                                  | Ryan Briscoe                       | Team Penske                        | 147 (Vezetői hiba)                 | 5                                  | 12                                 |                                    |
| 25                                 | 8                                  | E.J. Viso                          | KV Racing Technology               | 139 (Vezetői hiba)                 | 0                                  | 10                                 |                                    |
| 26                                 | 67                                 | Sarah Fisher                       | Sarah Fisher Racing                | 125 (Vezetői hiba)                 | 0                                  | 10                                 |                                    |
| 27                                 | 14                                 | Vitor Meira                        | A. J. Foyt Enterprises             | 105 (Vezetői hiba)                 | 0                                  | 10                                 |                                    |
| 28                                 | 06                                 | Hideki Mutoh                       | Newman/Haas Racing                 | 76 (Kiállt)                        | 0                                  | 10                                 |                                    |
| 29                                 | 2                                  | Raphael Matos                      | De Ferran Dragon Racing            | 72 (Vezetői hiba)                  | 0                                  | 10                                 |                                    |
| 30                                 | 43                                 | John Andretti                      | Andretti Autosport                 | 62 (Vezetői hiba)                  | 0                                  | 10                                 |                                    |
| 31                                 | 32                                 | Mario Moraes                       | KV Racing Technology               | 17 (Vezetői hiba)                  | 0                                  | 10                                 |                                    |
| 32                                 | 33                                 | Bruno Junqueira                    | FAZZT Race Team                    | 7 (Vezetői hiba)                   | 0                                  | 10                                 |                                    |
| 33                                 | 21                                 | Davey Hamilton                     | De Ferran Dragon Racing            | 0 (Vezetői hiba)                   | 0                                  | 10                                 |                                    |

### Versenyben élen állók
ENyolc versenyző állt az élen a versenyen és 13-szor változott az élen álló pilóta személye.
| Kör     | Élen álló         |
| ------- | ----------------- |
| 1–30    | Dario Franchitti  |
| 31–35   | Will Power        |
| 36      | Dario Franchitti  |
| 37–38   | Ryan Briscoe      |
| 39–108  | Dario Franchitti  |
| 109–113 | Tomas Scheckter   |
| 114–142 | Dario Franchitti  |
| 143     | Marco Andretti    |
| 144–146 | Ryan Briscoe      |
| 147–162 | Dario Franchitti  |
| 163–177 | Mike Conway       |
| 178–188 | Justin Wilson     |
| 189–191 | Hélio Castroneves |
| 192–200 | Dario Franchitti  |

| Pilóta            | Élen töltött körök száma |
| ----------------- | ------------------------ |
| Dario Franchitti  | 155                      |
| Mike Conway       | 15                       |
| Justin Wilson     | 11                       |
| Tomas Scheckter   | 5                        |
| Ryan Briscoe      | 5                        |
| Will Power        | 5                        |
| Hélio Castroneves | 3                        |
| Marco Andretti    | 1                        |

## Külső hivatkozások
- Hivatalos honlap Archiválva 2012. február 4-i dátummal a Wayback Machine-ben